# 阿盧尼什鄉 (普拉霍瓦縣)
45°12′N 25°52′E / 45.200°N 25.867°E
阿盧尼什鄉（羅馬尼亞語：Comuna Aluniș, Prahova），是羅馬尼亞的鄉份，位於該國中南部，由普拉霍瓦縣負責管轄，處於布加勒斯特以北90公里，每年平均降雨量1,122毫米，海拔高度394米，2007年人口3,713。